# Francisca Romana
Francisca Romana (n. 1384, Roma, d. 1440) a fost călugăriță italiană, sfântă.

## Viața
S-a născut la Roma în anul 1384. De mică, dorea să intre într-o mănăstire, dar, după voința părinților, s-a căsătorit de timpuriu cu Lorenzo de Ponziani, cu care a avut trei fii. A trăit cu el 40 de ani o căsnicie fericită, îngrijindu-se cu atenție și de dependenții casei și de săracii din Roma. După moartea lui Lorenzo (1436) a intrat în mănăstirea Oblatelor Benedictine de la Tor de Specchi, întemeiată de ea. Ar fi urmat să preia funcția de stareță, dar a murit la 9 martie 1440. Este reprezentată iconografic împreună cu un înger, deoarece își vedea adesea îngerul păzitor, ce o însoțea pretutindeni.
Francisca Romana este sărbătorită în Biserica Catolică la 9 martie.
Francisca Romana a fost canonizată în 1608 de papa Paul al V-lea. 